# Не всё коту масленица
«Не всё коту масленица» — пьеса Александра Островского. Написана в 1871 году.

## История написания
Согласно пометам на автографе, хранящемся в Российской государственной библиотеке, комедия была задумана 8 марта 1871 года, начата 10 марта и закончена 9 апреля того же года. Впервые напечатана пьеса была в журнале «Отечественные записки», 1871, № 9.
Островский в письме к артисту Александринского театра Ф. Бурдину 17 апреля 1871 г. о пьесе «Не всё коту масленица» писал:
Это скорее этюд, чем пьеса, в ней нет никаких сценических эффектов; эта вещь писана для знатоков, тут главное: московский быт и купеческий язык, доведённый до точки
27 августа 1871 года комедия была одобрена Театрально-литературным комитетом, а 10 сентября допущена драматической цензурой к постановке на сцене.
Премьера пьесы состоялась 7 (19) октября 1871 года на сцене московского Малого театра в бенефис артиста Живокини 2-го. На сцене Александринского театра в Санкт-Петербурге премьера состоялась 13 января 1872 года.

## Действующие лица
- Дарья Федосеевна Круглова, вдова купца, 40 лет.
- Агния, её дочь, 20 лет.
- Ермил Зотыч Ахов, богатый купец, лет 60.
- Ипполит, его приказчик, лет 27-ми.
- Маланья, кухарка Кругловой.
- Феона, ключница Ахова и дальняя родственница